# Catantopides ophthalmicus
Catantopides ophthalmicus är en insektsart som först beskrevs av Heinrich Hugo Karny 1907.  Catantopides ophthalmicus ingår i släktet Catantopides och familjen gräshoppor. Inga underarter finns listade i Catalogue of Life.